# Femminicidio a Ciudad Juárez

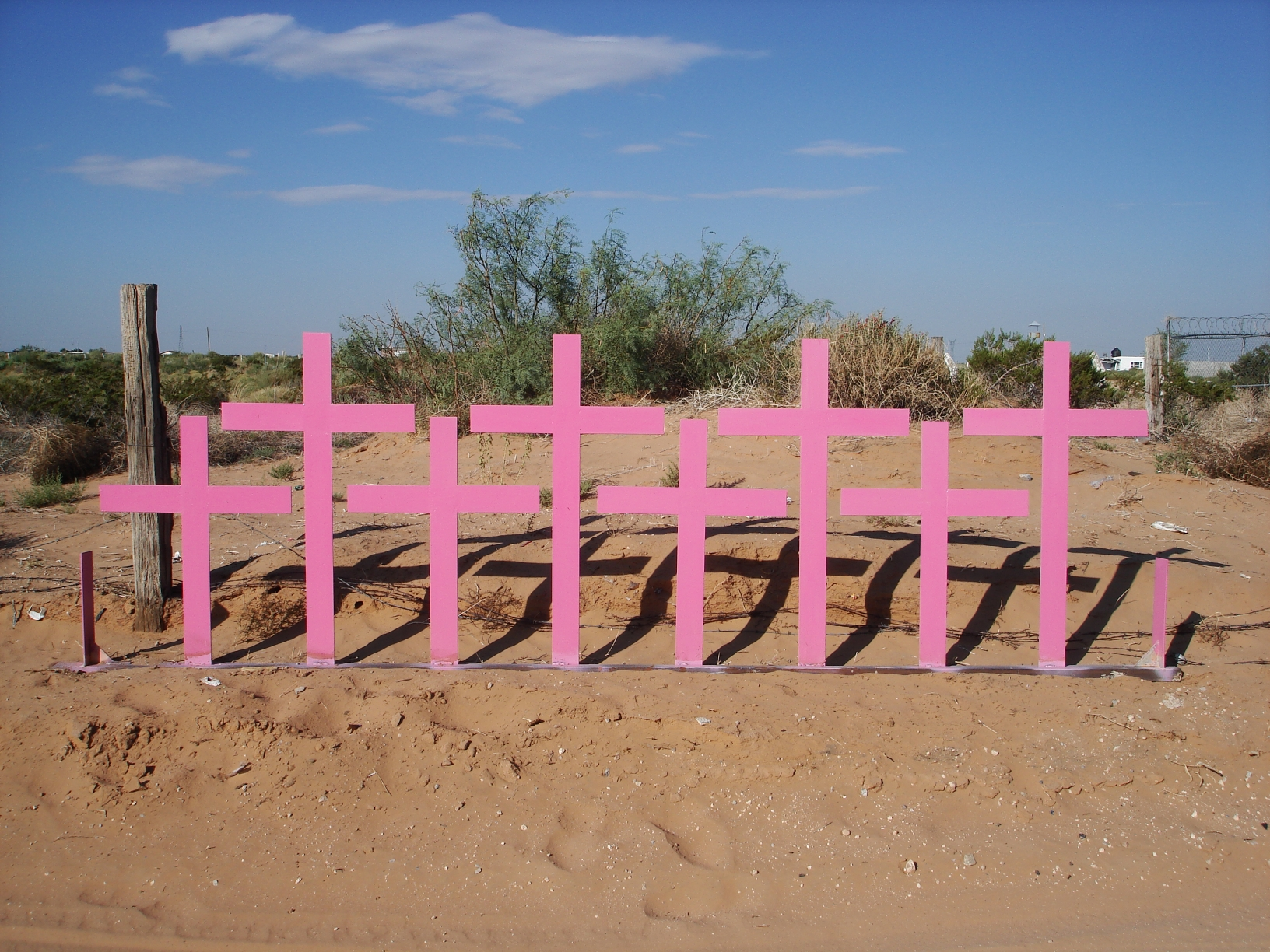
Croci erette nel luogo dove furono trovati i corpi di otto donne nel 1996

Il fenomeno del femminicidio a Ciudad Juárez, nello stato messicano di Chihuahua, ha destato particolare preoccupazione a livello nazionale e internazionale per le sue proporzioni.
Questo fenomeno è provocato principalmente dalla criminalità dilagante in città, anche se in una cospicua percentuale di casi è presente un'aggressione di stampo sessuale, slegata da traffici di droga o guerre tra bande.

## Statistiche
Secondo Amnesty International dal 1994 al 2005 più di 370 donne e ragazze sono state uccise a Juárez e nello stato di Chihuahua . 
Secondo la procura dello stato nel 2010, 270 donne sono state uccise nell'intero stato, di cui 247 nella sola Juárez. Nell'agosto 2011, il Procuratore Generale di Chihuahua, Carlos Manuel Salas, ha annunciato che 222 donne erano state uccise nello stato da gennaio e di queste, 130 erano state assassinate a Juárez .
Sembra che le vittime femminili di Juárez abbiano caratteristiche comuni tra di loro: sono solitamente giovani donne, provenienti da famiglie povere, lavoratrici nelle maquiladoras o in alcuni casi anche studentesse. Ci sono anche alcune somiglianze nei tratti somatici delle vittime, come il colore della pelle o la lunghezza dei capelli.
Diverse somiglianze si possono riscontrare nei violenti crimini commessi contro di loro, caratterizzati da stupri, torture e mutilazioni.

## Analisi sociologiche
Gli omicidi di Ciudad Juárez hanno presto lasciato il segno nell'immaginario collettivo, soprattutto perché i corpi sono stati trovati in terreni liberi o nel deserto, le donne sono state violentate e torturate e i loro corpi sono stati crudelmente mutilati. 

Il contesto in cui avvengono queste aggressioni è quello di povertà, criminalità e generale instabilità sociale:
È stato fatto notare che nel periodo fra il 1993 e il 2018 gli autori di questi omicidi non hanno praticamente avuto conseguenze legali, ragion per cui l'antropologa Julia Monárrez Fragoso ha proposto la definizione di "femminicidio sessuale sistemico".